# Romilton Moraes
Romilton Rodrigues de Moraes (Goiânia, 2 de setembro de 1960), é um engenheiro e político brasileiro, ex-deputado estadual em Goiás.